# 679 Pax
679 Pax è un asteroide della fascia principale del diametro medio di circa 51,47 km. Scoperto nel 1909, presenta un'orbita caratterizzata da un semiasse maggiore pari a 2,5869425 UA e da un'eccentricità di 0,3108879, inclinata di 24,37923° rispetto all'eclittica.
Il suo nome fa riferimento a Pax, dea della pace nella mitologia romana.